# Symplocos subglabra
Symplocos subglabra är en tvåhjärtbladig växtart som beskrevs av August Brand. Symplocos subglabra ingår i släktet Symplocos och familjen Symplocaceae. Inga underarter finns listade i Catalogue of Life.